# Eredivisie de 2011–12
A Eredivisie 2011–12 foi a 56ª edição da principal divisão do futebol holandês. O regulamento foi o mesmo dos anos anteriores, quando foi implementado o sistema de pontos corridos.

## Regulamento
A Eredivisie foi disputada por 18 clubes em dois turnos. Em cada turno, todos os times jogam entre si uma única vez. Os jogos do segundo turno foram realizados na mesma ordem no primeiro, apenas com o mando de campo invertido. Não há campeões por turnos, sendo declarado campeão holandês o time que obtiver o maior número de pontos após as 34 rodadas.

### Critérios de desempate
Caso haja empate de pontos entre dois clubes, os critérios de desempates foram aplicados na seguinte ordem:
1. Número de vitórias
2. Saldo de gols
3. Gols marcados
4. Confronto direto
5. Número de cartoes vermelhos
6. Número de cartoes amarelos

### Playoffs

#### Liga Europa da UEFA
Os clubes que ficaram entre a quarta e a sétima posição disputaram duas fases de playoffs. Esses playoffs são realizados na série "melhor de três partidas", sendo que os melhores colocados vão disputar o segundo jogo (e o terceiro, caso haja) em casa. o vencedor dos playoffs disputaram a Liga Europa da UEFA na temporada 2012-13.

#### Promoção/Rebaixamento
O penúltimo e o antepenúltimo colocado do campeonato vai disputar junto com os outros dez clubes da Eerste Divisie (a Segunda Divisão Holandesa) disputarão três fases de playoffs. Sendo que no caso dos que disputam a primeira divisão vão disputar a partir da segunda fase.
Na primeira fase, onde disputam apenas quatro clubes da segunda divisão (duas em cada chave), são disputados apenas confrontos de ida e volta (com o gol fora como desempate). Nas duas ultimas fases, são realizados na série "melhor de três partidas".
Na ultima fase, restam quatro clubes. Os vencedores de cada partida disputam a primeira divisão na temporada 2012-13, enquanto os eliminados vão disputar a segunda divisão na mesma temporada.

## Participantes
| Clube           | Localização | Estádio                  | Capacidade |
| --------------- | ----------- | ------------------------ | ---------- |
| ADO Den Haag    | Haia        | Den Haag Stadion         | 15,000     |
| Ajax            | Amsterdam   | Amsterdam ArenA          | 51,638     |
| AZ              | Alkmaar     | AZ Stadion               | 17,150     |
| Excelsior       | Rotterdam   | Woudestein               | 3,527      |
| Feyenoord       | Rotterdam   | Stadion Feijenoord       | 51,137     |
| De Graafschap   | Doetinchem  | De Vijverberg            | 12,600     |
| Groningen       | Groningen   | Euroborg                 | 22,329     |
| Heerenveen      | Heerenveen  | Abe Lenstra Stadion      | 26,800     |
| Heracles Almelo | Almelo      | Polman Stadion           | 8,500      |
| NAC Breda       | Breda       | Rat Verlegh Stadion      | 17,254     |
| NEC             | Nijmegen    | Stadion de Goffert       | 12,470     |
| PSV             | Eindhoven   | Philips Stadion          | 35,119     |
| Roda JC         | Kerkrade    | Parkstad Limburg Stadion | 19,979     |
| Twente          | Enschede    | De Grolsch Veste         | 24,244     |
| Utrecht         | Utrecht     | Stadion Galgenwaard      | 24,426     |
| Vitesse         | Arnhem      | GelreDome                | 26,600     |
| VVV-Venlo       | Venlo       | De Koel                  | 7,500      |
| RKC Waalwijk    | Waalwijk    | Mandemakers Stadion      | 7,500      |

## Classificação
| Campeonato Holandês | Campeonato Holandês | Campeonato Holandês | Campeonato Holandês | Campeonato Holandês | Campeonato Holandês | Campeonato Holandês | Campeonato Holandês | Campeonato Holandês | Campeonato Holandês | Campeonato Holandês | Campeonato Holandês | Campeonato Holandês |
| Time | Time                | Pts                 | J                   | V                   | E                   | D                   | GP                  | GC                  | SG                  |                     |                     |                     |
| --- | ------------------- | ------------------- | ------------------- | ------------------- | ------------------- | ------------------- | ------------------- | ------------------- | ------------------- | ------------------- | ------------------- | ------------------- |
| 1 | AZ Alkmaar          | 38                  | 17                  | 12                  | 2                   | 3                   | 36                  | 15                  | +21                 |                     |                     |                     |
| 2 | PSV                 | 37                  | 17                  | 11                  | 4                   | 2                   | 48                  | 19                  | +29                 |                     |                     |                     |
| 3 | Twente              | 33                  | 17                  | 9                   | 6                   | 2                   | 43                  | 18                  | +25                 |                     |                     |                     |
| 4 | Ajax                | 33                  | 17                  | 9                   | 6                   | 2                   | 46                  | 23                  | +23                 |                     |                     |                     |
| 5 | Feyenoord           | 31                  | 17                  | 9                   | 4                   | 4                   | 34                  | 22                  | +12                 |                     |                     |                     |
| 6 | Vitesse             | 29                  | 17                  | 8                   | 5                   | 4                   | 23                  | 16                  | +7                  |                     |                     |                     |
| 7 | Heerenveen          | 28                  | 17                  | 7                   | 7                   | 3                   | 39                  | 28                  | +11                 |                     |                     |                     |
| 8 | Groningen           | 26                  | 17                  | 7                   | 5                   | 5                   | 29                  | 28                  | +1                  |                     |                     |                     |
| 9 | Roda JC             | 24                  | 17                  | 8                   | 0                   | 9                   | 29                  | 38                  | -9                  |                     |                     |                     |
| 10 | NAC Breda           | 21                  | 17                  | 6                   | 3                   | 8                   | 24                  | 28                  | -4                  |                     |                     |                     |
| 11 | ADO Den Haag        | 21                  | 17                  | 6                   | 3                   | 8                   | 22                  | 31                  | -9                  |                     |                     |                     |
| 12 | Heracles Almelo     | 20                  | 17                  | 5                   | 5                   | 7                   | 27                  | 25                  | +2                  |                     |                     |                     |
| 13 | RKC Waalwijk        | 18                  | 17                  | 5                   | 3                   | 9                   | 17                  | 28                  | -11                 |                     |                     |                     |
| 14 | Utrecht             | 17                  | 17                  | 4                   | 5                   | 8                   | 28                  | 35                  | -7                  |                     |                     |                     |
| 15 | NEC                 | 17                  | 17                  | 5                   | 2                   | 10                  | 17                  | 27                  | -10                 |                     |                     |                     |
| 16 | De Graafschap       | 12                  | 17                  | 3                   | 3                   | 11                  | 16                  | 39                  | -23                 |                     |                     |                     |
| 17 | VVV-Venlo           | 10                  | 17                  | 2                   | 4                   | 11                  | 16                  | 42                  | -26                 |                     |                     |                     |
| 18 | Excelsior           | 8                   | 17                  | 1                   | 5                   | 11                  | 9                   | 41                  | -32                 |                     |                     |                     |
| Pts – Pontos ganhos; J – Jogos; V – Vitórias; E – Empates; D – Derrotas; GP – Gols pró; GC – Gols contra; SG – Saldo de gols |                     |                     |                     |                     |                     |                     |                     |                     |                     |                     |                     |                     |

|  | |
|  | Campeão e classificado à fase de grupos da Liga dos Campeões da UEFA de 2010-11                                           |
|  | Vice-campeão e classificado a terceira fase de qualificação para a fase de grupos da Liga dos Campeões da UEFA de 2011-12 |
|  | Zona de classificação à Liga Europa da UEFA de 2010-11                                                                    |
|  | Zona de disputa a ultima vaga holandesa à Liga Europa da UEFA de 2010-11                                                  |
|  | Zona de disputa a promoção/rebaixamento na temporada de 2010-11                                                           |
|  | Zona de rebaixamento à Segunda Divisão Holandesa de 2010-11                                                               |

## Artilheiros
| Bas Dost                                   | SC Heerenveen | 14 | 17 |
| Dries Mertens                              | PSV Eindhoven | 13 | 13 |
| John Guidetti                              | Feyenoord     | 11 | 12 |
| Miralem Sulejmani                          | Ajax          | 11 | 15 |
| Marc Janko                                 | FC Twente     | 10 | 15 |
| Luuk de Jong                               | FC Twente     | 10 | 17 |
| Ola Toivonen                               | PSV Eindhoven | 10 | 17 |
| Tim Matavz                                 | PSV Eindhoven | 10 | 17 |
| Sanharib Malki Sabah                       | Roda JC       | 9  | 16 |
| Wilfried Bony                              | SBV Vitesse   | 9  | 16 |
| Última atualização: 24 de dezembro de 2011 |               |    |    |